# المكتبة الوسائطية لمسجد الحسن الثاني بالدار البيضاء
المكتبة الوسائطية لمسجد الحسن الثاني بالدار البيضاء (بالفرنسية: Médiathèque de la Fondation de la Mosquée Hassan II) هي مكتبة ومركز الدراسات لمؤسسة مسجد الحسن الثاني بمدينة الدار البيضاء المغربية.

المكتبة دشّنها الملك محمد السادس يوم الجمعة 2 أبريل 2010، ثم افتتحت للعموم يوم 21 سبتمبر من نفس العام.
المكتبة بحوزتها رصيد وثائقي يزيد عن 130000 وثيقة، وتنظم المعارض والمحاضرات واللقاءات والندوات. موقع المكتبة مكون من 3 طوابق وطابقاها مخصصان للأطفاق والشباب، وقاعتان للمناسبات و107 مقعد كل منها مزود بحاسوب وقاعة للمحاضرات فيها 250 مقعد وقاعة للاجتماعات فيها 50 مقعدا وقاعة للمعارض وفضاء لحكي القصص. في إجماليها، تبلغ مساحة المكتبة 12400 متر مربع.

## رصيد وثائقي
رصيد 130,000+ وثيقة متعددة الأوساط بلغات مختلفة، مما يمكن استعارتها كالروايات والقصص والمسجلات الموسيقية والأفلام الوثائقية، ومما يمكن مطالعتها في الموقع كالتب المرجعية والمجلات والأقراص المضغوطة وأقراص الفيديو الرقمي إلخ.

## تسجيل
هناك أربع فئات للتسجيل:
- بطاقة شباب لمن هو بين الثالث والسابع عشر من العمر
- بطاقة راشدين لمن يزيد عمره عن 18 عام
- بطاقة عائلة
- بطاقة مجموعات مدرسية

مفتوحة من يوم الثلاثاء إلى السبت من الساعة العاشرة صباحا إلى السادسة مساء.